# دميتري بوسوف
دميتري بوريسوفيتش بوسوف (بالروسية: Дмитрий Борисович Босов)‏؛ 27 مارس 1968 - 6 مايو 2020) كان رجل أعمال روسي. المؤسس والمساهم الأكبر ورئيس مجلس إدارة مجموعة آلتيك" لتعدين الفحم المسيطرة على شركة "سيب أنتراتسيت" الرائدة عالميا في إنتاج وتصدير الفحم الحجري من نوع UHG وأكبر منتج للفحم المعدني في روسيا.
وهو رئيس مجلس الإشراف في نادي الهوكي HC Sibir Novosibirsk [الإنجليزية] منذ عام 2008.
في عام 2019، احتل المرتبة 102 في قائمة فوربس لأغنى رجال الأعمال في روسيا، بثروة تبلغ 950 مليون دولار.
في عام 2020، احتل المرتبة 1851 في قائمة فوربس للمليارديرات في العالم، بثروة بلغت 1.1 مليار دولار.

## سيرة شخصية
ولد ديمتري بوسوف في 27 مارس 1968 في بارناول. كان والده رئيس المبيعات في مصنع ترانساش، وبعد ذلك - نائب المدير العام في مصنع كريستال. كانت والدته مدرسًا للغة الإنجليزية، وأستاذًا في جامعة موسكو.
في عام 1991، تخرج مع مرتبة الشرف من كلية الإلكترونيات الراديوية وتكنولوجيا الليزر في جامعة بومان التقنية الحكومية في موسكو (MSTU). درس العلوم الاقتصادية وحصل على الدكتوراه. بعد التخرج دخل تجارة الألمنيوم.

## المهنة والوظيفة
في عام 1991، أسس CJSC PIF، مكتب تمثيل موسكو لمصنع كريستال، حيث عمل كنائب للمدير لمدة عامين ثم كمدير تنفيذي. في عام 1993، أصبح رئيسًا لشركة Polyexport LLP (رابطة التجارة الخارجية).
منذ عام 1995، كان مديرًا لمكتب مجموعة TransWorld Group في موسكو (فيما بعد - Trans World Commodities).
من عام 1997 إلى عام 2000، كان أحد المساهمين وعضوًا في مجلس إدارة مصنع كراسنويارسك للألمنيوم.
في عام 2000، قام ببيع أسهمه كراز. بعد ذلك، أسس مع زملائه في جامعة موسكو التقنية الحكومية مجموعة آلتيك وتولى مشروعات استثمارية في روسيا. وهو رئيس مجلس إدارة المجموعة. من بين المشاريع التي تم تنفيذها، في عام 2006، التوحيد وبيع المزيد إلى Renova واحدة من أكبر مصانع القطب في روسيا. في أوائل عام 2004، استحوذت مجموعة آلتيك على أكثر من 20٪ من أسهم شركة West Siberian Resources Ltd (WSR). زادت الشركة الإنتاج بشكل كبير (في 4 سنوات زادت القيمة السوقية للشركة حوالي 20 مرة) وفي عام 2008 تم دمج شركة West Siberian Resources مع Alliance Oil Company.
بدأ نشاطه في مجال الفحم بالاستحواذ على حصص في شركة Siberian Anthracite JSC (أكبر منتج في العالم لـ UHG في مدينة نوفوسيبيرسك). شغل منصب رئيس مجلس إدارة VostokCoal MC حتى انتحاره في 2020.
منذ عام 2008، شغل منصب رئيس مجلس الإشراف على نادي سيبير لهوكي الجليد.
في عام 2015، أسس مجموعة Blackspace group في إندونيسيا، وحصل على تراخيص لمواقع تعدين الفحم والنيكل والمنغنيز والبوكسيت. ومنذ ذلك الحين، نفذت Blackspace مشروعين كبيرين - تطوير رواسب فحم في وسط كاليمانتان وإنشاء مصنع حديد النيكل في جزيرة كابينا.
بعد وفاة بوسوف ، اندلع صراع من أجل حصته في ألتيك. ادعت إيكاترينا (أرملة بوسوف) 77 ٪ من الشركة ورفعت دعوى قضائية ضد بقية الورثة ، لكنها في النهاية تركت بدون حصة. في أبريل 2021 ، تم تقسيم حصة بوسوف إلى ثمانية أجزاء متساوية بنسبة 10.82 ٪ بين الوالدين ، وأربعة أبناء من زواجين سابقين ، كاترينا بوسوف وابنتها (ابنة بوسوف). ومع ذلك ، في بداية الصيف ، تم تسجيل حصة كاترينا بوسوف وابنتها في 21.6 ٪ على ألتيك

## حياته الشخصية ووفاته
كان بوسوف متزوجا ولديه خمسة أولاد. توفي متأثراً بجراحه التي أصيب بها بطلقات نارية في منزله في أوسوفو، محافظة موسكو، في 6 مايو 2020.